# Pachnoda tshikambai
Pachnoda tshikambai är en skalbaggsart som beskrevs av Rigout 1989. Pachnoda tshikambai ingår i släktet Pachnoda och familjen Cetoniidae. Inga underarter finns listade i Catalogue of Life.